# Daniel Jarl
Daniel Jarl, född 13 april 1992, är en svensk tidigare fotbollsspelare som bland annat spelat för IK Sirius. Han har spelat en landskamp för Sveriges U17-landslag.

## Klubbkarriär
Jarls moderklubb är Håbo FF, som han 2007 lämnade för spel i Enköpings SK. Under sommaren 2010 värvades Jarl av Djurgårdens IF. Han gjorde sin debut i Allsvenskan den 30 juli 2011 mot Malmö FF. Jarl flyttades upp i Djurgårdens A-lag inför säsongen 2012. I januari 2014 gick han till Landskrona BoIS.
I februari 2016 värvades Jarl av AFC United, där han skrev på ett ettårskontrakt. I december 2016 värvades Jarl av IK Sirius, där han skrev på ett treårskontrakt. I augusti 2018 förlängde Jarl sitt kontrakt i klubben fram över säsongen 2020. Efter säsongen 2020 förlängdes inte hans kontrakt med Sirius.